# هيئة الرقابة المالية الألبانية
هيئة الرقابة المالية الألبانية تم تأسيسها في عام 2006 كمنظمة عامة. تعتبر الهيئة هي المسؤول الوحيد عن صيانة جميع الأنشطة المالية الرئيسية الجارية في ألبانيا والإشراف عليها. يتم تقديم التقارير من الهيئة مباشرة إلى الحكومة الألبانية. تهتم بشكل كبير بسلامة وأمن حقوق عملائها. كما أنهم يحاولون تحقيق الموثوقية والشفافية في مجال التأمين وقطاع الأوراق المالية وصناديق التقاعد. لجميع الأطراف المهتمة، وتقدم مستوى عالٍ من الخدمات والخبرة والشفافية في عملهم.
يتم إدارة وتنظيم جميع الأنشطة المالية في ألبانيا من قبل هيئة الرقابة المالية الألبانية. صرح مارك كروفورد رئيس غرفة التجارة الأمريكية مؤخرًا في مقابلة أن بورصة الأوراق المالية الألبانية ستجعل المجال قريبًا أفضل من خلال جذب المستثمرين الأجانب. كما ذكر أن افتتاح البورصة يمكن أن يكون البداية للمستثمرين. بدءًا من الإعفاء الضريبي، يمكن تطوير بعض السياسات الأخرى وفقًا لجذب المستثمرين الأجانب. كما طلب الرئيس من حكومة ألبانيا التركيز على مثل هذه السياسات.
في يوليو 2017 تم ترخيص شركة البورصة الألبانية للأوراق المالية، وهي أول بورصة خاصة للأوراق المالية من قبل هيئة الرقابة المالية الألبانية في ألبانيا. في البداية نفسها أوضحت الهيئة أن البورصة ستركز بشكل رئيسي على تداول الأوراق المالية الحكومية في السنة الأولى من التأسيس. مؤسسو البورصة هم بنك الاستثمار الأمريكي وبنك كريدينز بحصة 42.5٪ لكل منهما وبنك الاستثمار الأمريكي مع 15٪ من الاستثمارات.
من أجل تطوير القطاع المالي في ألبانيا حصلت مجموعة متطوعي الخدمات المالية على تمويل من الوكالة الأمريكية للتنمية الدولية، تحت إدارة منظمة المتطوعين من أجل النمو الاقتصادي. يحصل بنك ألبانيا وهيئة الرقابة المالية الألبانية وهيئة تأمين الودائع الألبانية على الدعم الفني من مجموعة متطوعي الخدمات المالية في إطار برنامج تطوير القطاع المالي.